# Рязанцев, Геннадий Евгеньевич
Геннадий Евгеньевич Рязанцев (7 марта 1937, Казань - 9 января 2012, Москва) – российский учёный,  доктор технических наук, лауреат Государственной премии РФ.

## Биография
В 1960 году окончил Московский институт инженеров геодезии, аэрофотосъемки и картографии по специальности инженер-геодезист.
В 1960-1963 гг. работал в институте «Гипрокаучук».
С 1964 года – в Государственном специализированном проектном институте (ГСПИ): старший инженер, начальник отдела специальных и научных работ.
С 1993 г. начальник отдела научных и специальных высокоточных измерений и одновременно главный метролог предприятия ФГУГ1 «ГСПИ»
Кандидат (1973), доктор (1994) технических наук.
Соавтор более 80 научных работ, монографий и книг и 40 изобретений.
Заслуженный изобретатель РФ (1982)[уточнить], Почетный геодезист (1994), Заслуженный работник геодезии и картографии РФ(2000).
В 1996 году за разработку и внедрение высокоточных методов установки технологического оборудования в процессе проектирования, строительства и эксплуатации уникальных объектов удостоен Государственной премии Российской Федерации в области науки и техники.
Награждён медалью ордена «За заслуги перед Отечеством» 2-й степени.